# Mouton de Soay
Pour les articles homonymes, voir Soay.
Le mouton de Soay est une race primitive de moutons établie à l'état sauvage depuis plusieurs millénaires sur la minuscule île de Soay (d'une superficie d'1 km²), située dans l'archipel de Saint-Kilda, en Écosse.

## Historique

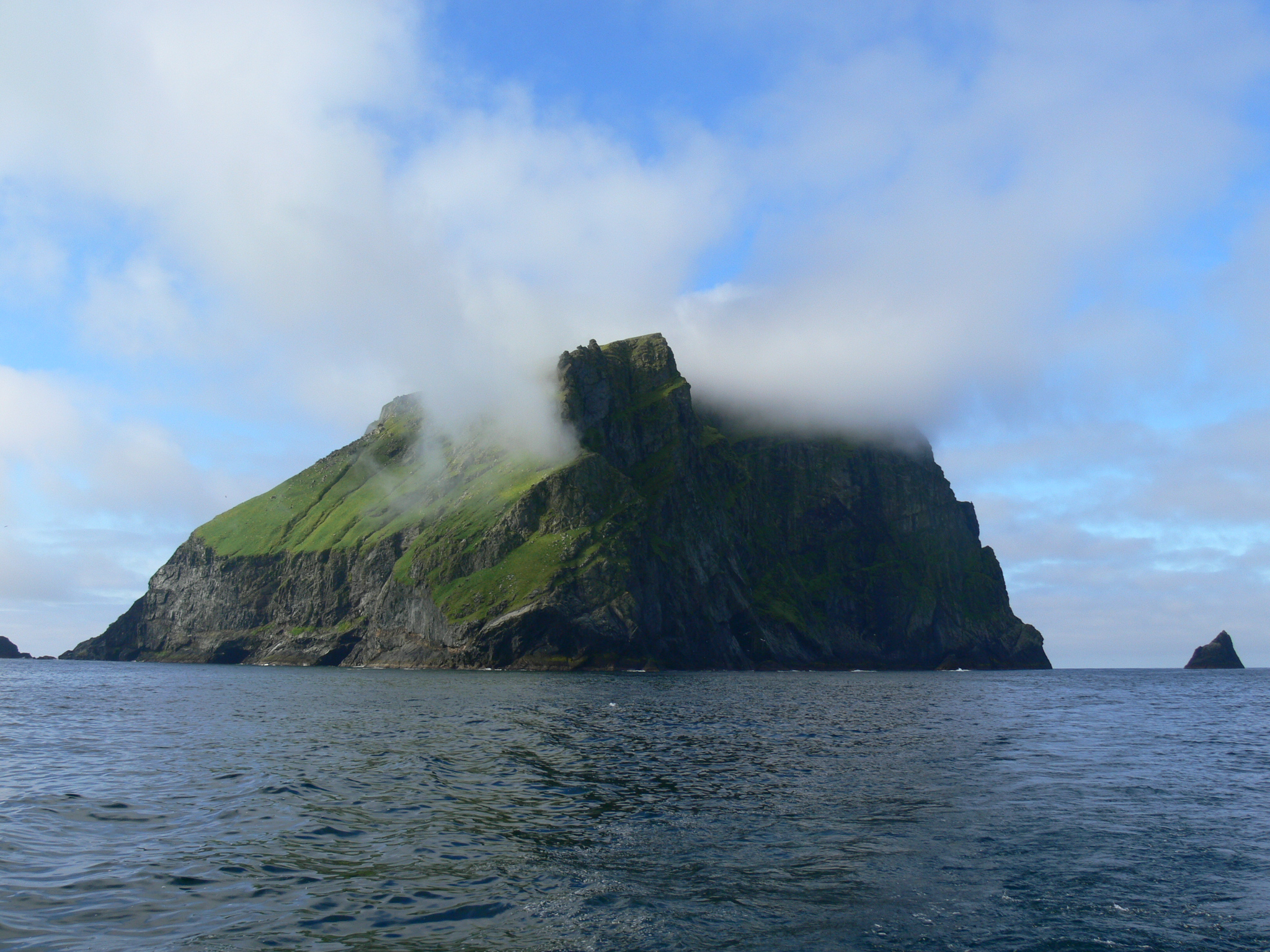
L'île de Soay : minuscule, isolée et particulièrement inhospitalière.

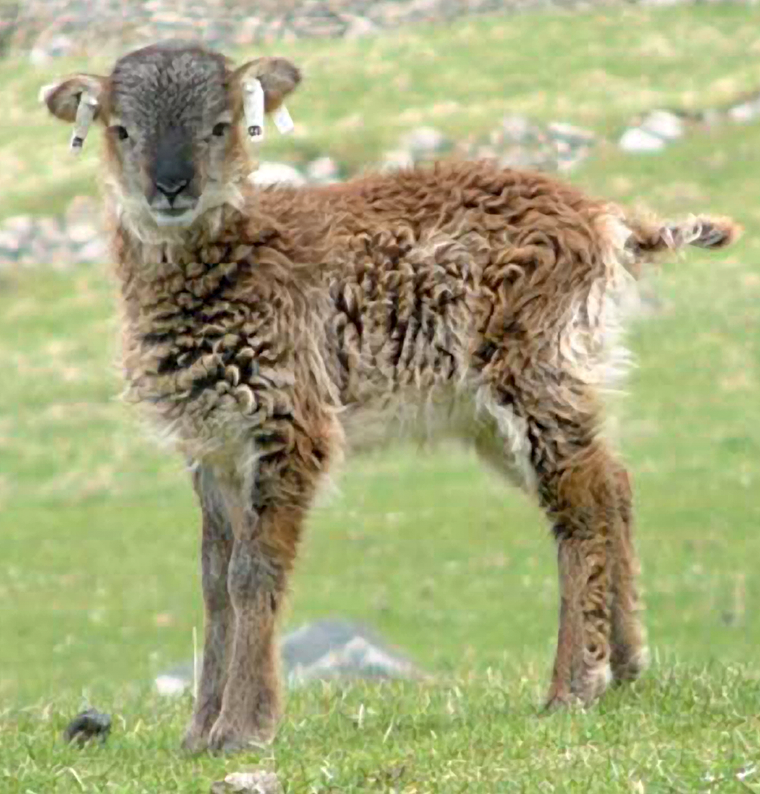
Agneau de Soay (ici sur l'île écossaise de Hirta)

Bien que leurs origines soient incertaines, ces moutons ont probablement été introduits sur l'archipel il y a environ trois mille ans, par des populations celtes non identifiées et pour des raisons non connues ; ils auraient réussi à survivre sur cette île dans des conditions particulièrement peu favorables (falaises vertigineuses, vents violents, températures extrêmes...), et ont perduré jusqu'à nos jours sans intervention humaine notable. 
Plus petits que les moutons domestiques modernes (on parle de « nanisme insulaire »)[réf. nécessaire], ils sont réputés plus robustes. 

Un certain nombre de moutons de Soay ont été transférés de Soay vers l'île principale de l'archipel (Hirta, 6 km²) par le Marquis de Bute dans les années 1930, après que la population humaine a été évacuée, ainsi que les moutons qu'elle élevait, de race moins primitive.
La population dorénavant installée sur l'île d'Hirta ne subit aucune intervention humaine, mais a régulièrement été le sujet d'études depuis les années 1950, et constitue la population matrice dont sont issus la plupart des autres élevages. 

Elle constitue une population modèle pour l'étude de questions génétiques,,,, et en matière d'évolution et, de dynamique des populations du fait de son isolement, (aucune émigration ou immigration) dans un contexte de pression sélective caractérisée par l'absence de concurrent ou de prédateur significatif.

## Particularités
Les moutons de Soay sont des moutons petits et trapus, à la robe généralement marron, et présentent quelques points communs avec le mouflon corse (mais en demeurent très éloigné par leur petite taille, leur laine et leur mode de vie). Les moutons de Soay font partie des races de mouton d'Europe du nord à queue courte.  Les femelles peuvent porter des cornes, ne pas en porter, ou encore ne développer que des cornillons. Les femelles qui portent des cornes, disposent de cornes assez importantes, quoique plus petites que celles des mâles ; celles-ci commencent à pousser dès les premiers mois de vie des agneaux, qui naissent vers le mois d'avril. À l'origine, la majorité des femelles étaient dépourvues de cornes - sur l'île de Soay, seules 30% des brebis en portent. Lors de l'importation de la race sur le continent, les femelles étaient généralement sélectionnées pour leurs cornes, ce qui a contribué à véhiculer l'idée selon laquelle toute brebis Soay était porteuse de cornes.
- Leur comportement en élevage n'est pas difficile, mais ils sont sensiblement plus farouches que la moyenne des autres races, et ne peuvent pas être menés en troupeau aussi facilement.
- La laine des moutons de Soay présente des particularités par sa structure. On note également qu'elle tombe naturellement au printemps (quoique ce ne soit pas le cas de tous les représentants de la race).
- De même, la race n'est pas tout à fait homogène concernant la présence et la forme des cornes, mais on note, dans l’ensemble, que les béliers sont pourvus de cornes en spirale classique alors que celles des brebis sont plus courtes et plus hautes[8].

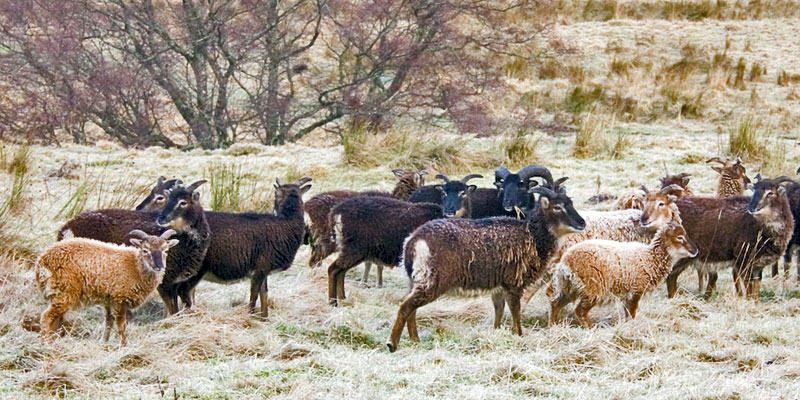
Un troupeau à Aviemore en Écosse, présentant plusieurs robes.

## Une race relique
Cette race de mouton est considérée comme un témoin des races de moutons de l'Europe antique et des premiers d'entre eux introduits en Grande-Bretagne. S'il est plausible qu'elle reflète un type de mouton primitif qui a précédé les races modernes, cela n'empêche pas que l'histoire des moutons de Soay ait pu être faite depuis cette époque d'un contrôle de l'homme étroit ou inexistant selon les époques, de croisements, de sélection humaine et naturelle dont sont issus les animaux actuels, avec les caractéristiques qu'ils ont développées ou conservées.

## Utilisation en écopâturage

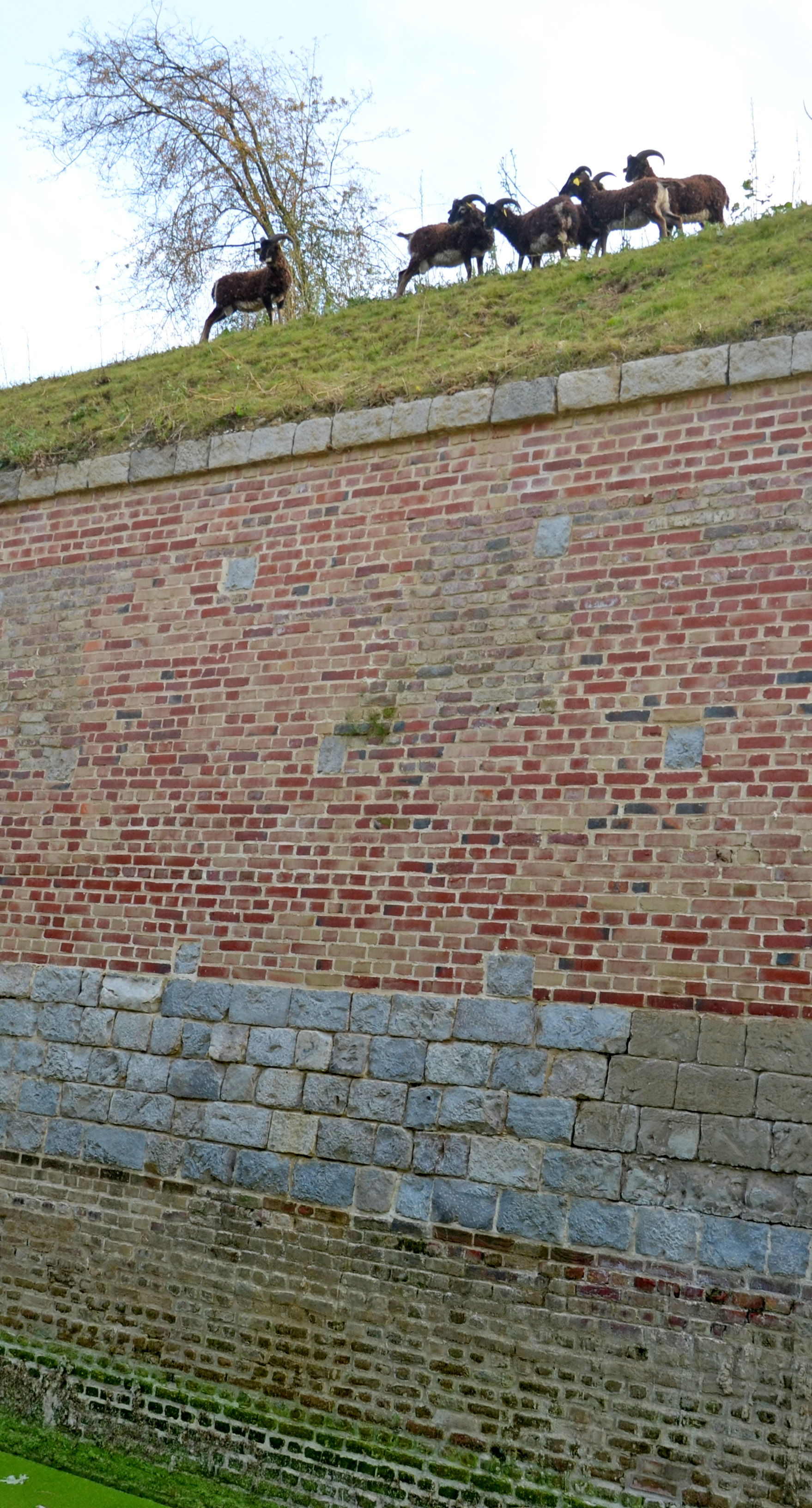
Groupe de moutons de Soay utilisés par la municipalité pour la gestion restauratoire de la végétation couvrant le sommet d'une partie de la citadelle de Vauban à Lille.

En raison de sa rusticité, parce qu'il demande peu de soins, et pour son intérêt écologique (faible pression sur les sols fragiles, enrichissement du sol sans salissure), cette race est aujourd'hui élevée par des amateurs et des professionnels en dehors de l'archipel, et utilisée dans les programmes d'écopâturage. Le mouton de Soay est notamment sollicité pour l'entretien, la gestion différenciée et gestion restauratoire de milieux naturels ou semi-naturels, et notamment en France. On en trouve par exemple un élevage permanent dans les jardins de l'École normale supérieure de Lyon (campus LSH), et d'autres sont ponctuellement utilisés pour de nombreux autres parcs de la ville de Lyon. Très à l'aise sur les pentes et au-dessus du vide, ce mouton est aussi utilisé à Lille pour l'entretien des gazons sur une partie des fortifications de la citadelle de Vauban à Lille récemment restaurée.
Le Soay, habitué aux  pentes escarpées et aux terrains difficiles, remplace idéalement les engins mécaniques et joue un rôle de « corridor écologique ambulant » en transportant des graines et propagules dans son pelage, son tube digestif et sous ses onglons.